# Kawasaki ZR-7
La Kawasaki ZR-7 è una motocicletta stradale prodotta dalla casa motociclistica giapponese Kawasaki dal 1999 al 2004.

## Descrizione

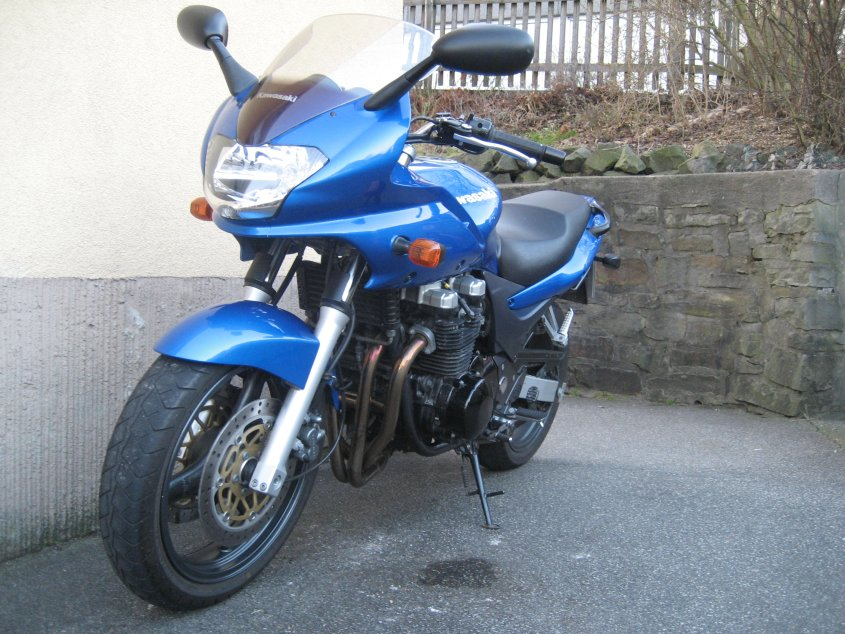
ZR-7S

Annunciata a fine 1999 e disponibile inizialmente solo in configurazione naked, la ZR-7 venne affiancata nel 2001 dalla versione ZR-7S che si differenzia per l'impostazione più turistica con la presenza di una parziale carenatura, di un faro trapezoidale in luogo del proiettore circolare e una sospensione posteriore più rigida. Le due varianti differiscono anche per la strumentazione, uguale nella dotazione ma con la ZR-7S che riprende quella della Kawasaki ZX-7R, caratterizzata da un diverso tachimetro, dal pannello satinato per contagiri e indicatore di livello carburante e dalle diverse grafiche e dislocazione delle spie.

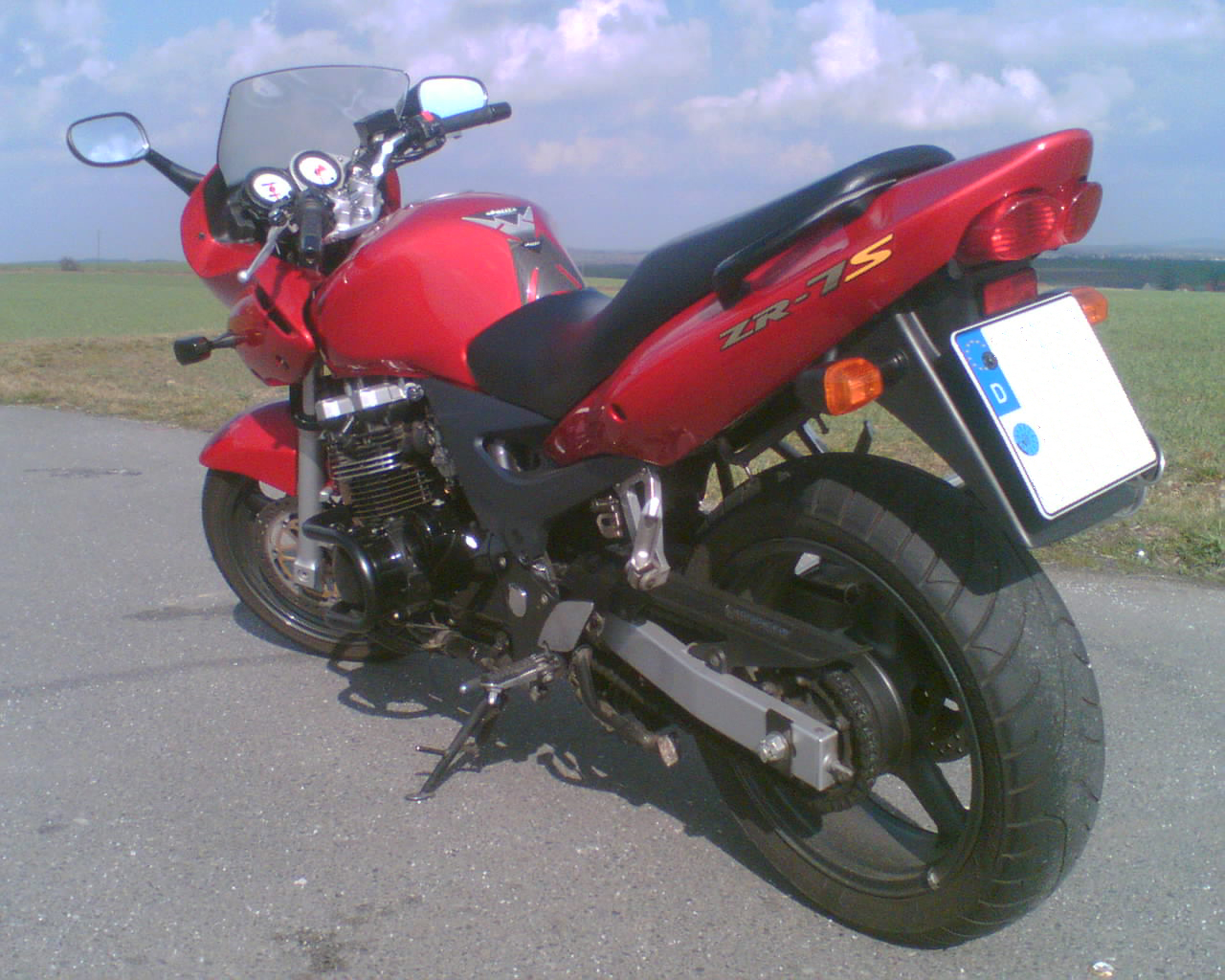
Posteriore ZR-7S

Il telaio è a doppia culla in tubi d'acciaio. La configurazione delle sospensioni è costituita all'anteriore da una convenzionale forcella telescopica, mentre al retrotreno vi è un sistema Uni-Trak avente forcellone con monoammortizzatore regolabile nell'estensione e nel precarico.
A spingere la moto c'è un motore a 4 cilindri in linea dalla cilindrata di 738 cm³, a quattro tempi raffreddato ad aria con radiatore dell'olio. La distribuzione è a doppio asse a camme in testa comandati tramite catena e due valvole per cilindro per un totale di 8. L'alimentazione avviene tramite quattro carburatori Keihin Constant Velocity con diffusore dal diametro di 32 mm. Il cambio ha cinque marce.